# Episodi di Rude Awakening (prima stagione)
La prima stagione della sitcom Rude Awakening è stata trasmessa in prima visione negli Stati Uniti d'America da Showtime dal 1º agosto 1998 al 7 novembre 1998.
In Italia la stagione è stata trasmessa in prima visione da Canal Jimmy nella primavera del 2003.
| nº | Titolo originale                    | Titolo italiano                 | Prima TV USA      |
| -- | ----------------------------------- | ------------------------------- | ----------------- |
| 1  | Naked Again                         | Alcolisti Anonimi               | 1º agosto 1998    |
| 2  | Vagina                              | Un'esperienza molto gay         | 8 agosto 1998     |
| 3  | Three Dykes and You're Out          | Tre dighe e sei fuori!          | 15 agosto 1998    |
| 4  | Filling the Wrong Hole              | Cercasi sponsor disperatamente  | 22 agosto 1998    |
| 5  | Black and Bitter                    | Tazza di caffè                  | 29 agosto 1998    |
| 6  | Hello, This Is Addictions Anonymous | L'asma                          | 5 settembre 1998  |
| 7  | Don't Fuck the Stripper             | Lontano dalla spogliarellista   | 12 settembre 1998 |
| 8  | Lucky for Me Her Breast Exploded    | Colpo di fortuna                | 26 settembre 1998 |
| 9  | What Ever Happened to Billie Frank  | Che fine ha fatto Billie Frank? | 3 ottobre 1998    |
| 10 | TV Mom                              | Mamma è in TV                   | 17 ottobre 1998   |
| 11 | An Embarrassment of Ritch's         | Trip d'acido                    | 24 ottobre 1998   |
| 12 | The Cheese Stands Alone             | Il formaggio fa da sé           | 31 ottobre 1998   |
| 13 | That's Why They Call It Dope        | Ecco perché si chiama droga     | 7 novembre 1998   |